# Els Plans
Els Plans ist ein Dorf in der Parroquía Canillo in Andorra. Es zählte im Jahr 2024 40 Einwohner.
Els Plans liegt im Nordosten des Landes Andorra und im Zentrum der Parroquía Canillo. Das Dorf liegt wenige Meter nördlich der Hauptstraße CG-2 und ist etwa 6 Kilometer von dem Ort Canillo sowie etwa 17 Kilometer von Andorra la Vella entfernt.